# Мартин Ривас
Мартино Ривас Лопез (рођен 10. јануара 1985), такође познат као и Мартин Ривас је шпански глумац. Најпознатији је по својој улози као Маркос Новоа Пазос у серији Интернат (El internado) и по улози у филму Слепи сунцокрети (Los girasoles ciegos) која му је донела номинацију за Goya награду за најбољег глумца. Такође је познат и по улози Карлоса у Нетфликсовој оригинал серији Телефонисткиње (Las Chicas del Cable).

## Детињство и школовање
Мартино Ривас рођен је 10. јануара 1985. године у шпанској провинцији Вимианцо у Шпанији. Он је једини син Мануела Риваса, писца и новинара, и Марије Изабел Лопез Марино. Мартино је завршио средњу школу у Лондону, а потом студирао аудиовизуелне комуникације на Универзитету Сантјаго де Компостела. Течно говори шпански, енглески и галицијски језик. 

## Глумачка каријера
Мартино је започео своју каријеру глумца још као дете, у серији Пролећне осеке (Mareas vivas) снимљеном на галицијском језику. Године 2005. појавио се у још једној серији на галицијском језику Мужеви и жене (Maridos e mulleres). Обе ове серије су у продукцији TVG.
Мартино је доживео ширу медијску пажњу 2006. године када је добио улогу Мојзеса у серији СМС, где су такође глумили Јон Гонзалес и Марио Касас. Од 2007 до 2010. Ривас је глумио Маркоса Новоа Пазоса у серији Интернат, што му је донело међународну популарност.
Ривас је 2008. године глумио је филму Слепи сунцокрети(Los girasoles ciegos), што му је донело номинацију за награду за најбољег новог глумца. Следеће године се појавио у кратком филму Универзуми (Universos) заједно са својом колегиницом из Интерната, Бланком Суарез.
Од 2010. до 2011. године, Ривас се школовао у Краљевској централној школи говора и драме у Лондону, где је дипломирао на мастер студијама класичне глуме. Године 2011. Мартино је дебитовао на професионалној сцени у Дракули, у којој је тумачио Џонатана Харкера.
Има главну, континуирану улогу у серији Телефонисткиње као Карлос Сифуентес. Прва сезона ове серије је премијарно приказана на Нетфликсу 2017. године, а пета сезона 2020. године. 

## Друга занимања
Године 2007. заједно са Мартом Торне и Јоном Гонзалесом подржао је фондацију Детињство без граница. 